# 丸藤正道
丸藤 正道（まるふじ なおみち、1979年9月26日 - ）は、日本の男性プロレスラー。埼玉県北足立郡吹上町（現：鴻巣市）出身。プロレスリング・ノア所属で、2025年現在は同団体を運営するCyberFightの副社長も務める。血液型O型。

## 概要
軽い身のこなしが特徴で、トップロープやコーナーポスト、エプロンサイドなどリング全体を活かした技を得意としている。ただし、アマチュア時代はレスリングの経験に加えスーパータイガージムに所属していた経験があり、関節技やグラウンドの技術についても高いものを持っている。過去に高山善廣がPRIDEへ参戦する際には、高山からの要請によりスパーリングパートナーを務めている。
プロレスラーとしての技術に対する評価は高く、他団体の多くのレスラーや関係者から賞賛されることが多い。「ジュニアヘビー級だけでなく、日本のプロレス界を牽引する一人」「百年に一人の天才」「馬場、三沢のDNAを持つ男」とも呼ばれる。
王座獲得についての記録も多く、2010年にメジャー3団体（新日本・全日本・ノア）のジュニアヘビー級のシングル王座を全て戴冠（メジャー完全制覇）した史上初のレスラーである。

## 来歴

### 入門前 - デビュー - 全日本時代
丸藤は幼少の頃からヤンチャであり、家にいるよりは外で遊ぶのが好きであった。4兄弟の末っ子であり、よく兄弟でプロレスごっこをして遊んでいた。丸藤が本格的にプロレスファンになったのは、兄が買ってきた週刊プロレスの表紙に掲載されていたロード・ウォリアーズに一目惚れしてからである。ロード・ウォリアーズに心を奪われた丸藤は中学生になると徐々にプロレスラーになる準備を始めた。中学に入学すると『SLAM DUNK』の影響と身長を伸ばすためにバスケットボール部に入部、馳浩を筆頭にレスラーの著書を参考にし、自宅では新日本プロレス伝統の”トランプ練習”も取り入れながら体を鍛えた。当時について丸藤は後に「ほかになりたい職業がなかったし、プロレスしか頭になかったんで。ボクらは四天王、三銃士時代。爆発的に人気がありましたよ。新日本も夕方に流れてたし、全日本もテレビ埼玉では午後6時くらいから再放送があったし。その中でも、三沢（光晴）さんと武藤（敬司）さんは、スタイル的に自分が目標としていた人。ああいうふうなプロレスラーになりたいなと思ってました」と語っている。プロレス入り以前にプロレスを生観戦したのは近所の熊谷市民体育館で2、3回程度しかなく、”観るというより自分がやってみたい”という意識が強かった。中学2年生後半の進路相談では「オレはレスラーになる」と言い切ったが、親から「高校ぐらいは出なさい」と反対され、そこで将来的に何が役に立つかを考えた。
埼玉栄高校に入学し、レスリング部の見学に行くと、顧問の先生がちょうどプロレス好きという縁もあり、入部を決めた。レスリング部の同期には新日本でメディカル・トレーナーを務めている新島栄一郎がおり、丸藤は怪我でデビューを断念した新島について「彼がケガしてなかったら、確実に試合してただろうね。もしかしたらIWGPジュニアを懸けて対戦してたかも」と懐かしむコメントを寄せたこともある。高校時代は近所の書店に頼んで自宅に届くようにした週刊プロレスは読んでいたが、気持ちは総合格闘技・修斗の方へと行った。レスリングではインターハイ出場経験もあり（一学年上には柔道部所属の土方隆司がいた）、平柳玄藩とは高校生の時に2回試合を行い2回とも勝った。ちなみに、この埼玉栄時代の卒業前には、ロンドンブーツ1号2号の番組に「全日本プロレス入団内定」という触れ込みで、名前を明かさなかった上、少しではあるが出演を果たしている。また、高校時代には大宮のスーパータイガージム（当時は朝日昇、エンセン井上が在籍）に通っていたことを自ら明かしている。高校2年生時、キングダムの入門テストに合格しているが、キングダム崩壊により、入団は果たされなかった。また船木誠勝によると、パンクラスの入団テストを受けに来たこともあり不合格になっている。1997年12月、高校3年生の冬休み中に全日本プロレスの合宿上に仮入門という形で1週間住み込み新弟子体験を果たす。この時は、このチャンスを逃せばプロレスラーになることはできないと自分へプレッシャーをかけ、せっせと練習や雑用をこなしていた。
卒業後、全日本プロレスに入門。1998年8月28日、愛知県・岡崎市体育館の金丸義信戦でプロレスラーとしてデビューを果たした。入門から5ヶ月でのデビューは師匠の三沢光晴と並ぶ異例の早さである。この試合では三沢が”お古”にサインを入れてコスチューム屋にプレゼントしたそのタイツで間に合わせた。それまでの全日本では、新人は基本技だけで試合を組み立てなくてはならないという伝統があったが、三沢から「やれるなら何でもやれ」と助言されたこともあって空中殺法を駆使したファイトを見せた。丸藤はジャイアント馬場が存命中最後にデビューしたレスラーとなったため、当時は「馬場の最後の弟子」とも呼ばれ、『スポーツうるぐす』（日本テレビ）で特集を組まれたこともあった。馬場の肩の上からミサイルキックを繰り出したこともある。
その後憧れだった三沢の付き人を務め、見習い扱いでアンタッチャブルに所属する。

### ノア時代 - GHCジュニアヘビー級王者時代
2000年7月、三沢を中心とした新設されたばかりのプロレスリング・ノアに移籍する。移籍を機にコスチュームを緑のショートタイツからパンタロンに変更して、師匠・三沢がリーダーを務めるユニット「WAVE」の一員として参加した。馬場と過ごした短い日々と三沢に付いて行ったことについて丸藤は「関わった時間は短いですけど、馬場さんに触れられたことは、自分の中で素晴らしい思い出になってます。当時の全日本はいろいろあったけど、オレは三沢さんに付いていくだけでしたよ。社会人としても右も左もわからなかったし、お世話になってる三沢さんの言葉を信じるしかなかった。オレが突っ込んだ質問をできる立場でもないし、当時はただうなずいてばかりでしたね」と述懐したことがある。
2001年12月19日の有明コロシアム大会で、当時ZERO-ONE所属の高岩竜一を破り22歳で他団体に流出していたGHCジュニアヘビー級王座を奪還した。
2002年1月20日、視察のために新日本の獣神サンダー・ライガーと田中稔がやって来ていたが、丸藤が自身の試合後にマイクを取り「ノアのジュニアは最強です」と挑発したことでライガーがブチ切れ、新日本との対抗戦に発展する。しかし、3月に左膝靭帯を損傷し、まともに歩けない状態でありながら4月7日に橋誠との2度目の防衛戦に臨んだことから更に膝の状態が悪化、この試合はレフェリーストップで敗れた。

### 三沢からの独立 - KENTAとのタッグ
復帰直後の2003年1月に三沢とのシングルを経験するも、結果は丸藤の敗北に終わった。これを期に丸藤はWAVEを脱退し、三沢の付き人も同時に卒業する。その直後から「下克上」を旗印に、同じく若手のWILD II（森嶋猛&力皇猛）やKENTAと共闘を始め「ジュニアの体のままヘビーに挑戦」と目標を定める。この一環で2003年4月5日には秋山準&齋藤彰俊組が保持するGHCタッグ王座にも森嶋と共に挑戦を果たした。
同年7月には、KENTAとのタッグで初代GHCジュニアヘビー級タッグ王座決定トーナメントに参加する。順調に勝ち進み7月16日に行われた決勝戦で、因縁の相手であるライガー&村浜武洋組を破り初代GHCジュニアヘビー級タッグ王座に君臨した。その後、KENTAとのタッグは連戦連勝を重ね、ノアのジュニア戦線はヘビー級を上回る人気を獲得するようになる。

### 各王座戦線の最前線へ
2004年9月10日、パンクラスの鈴木みのると対戦した。試合には敗れたが、鈴木は丸藤を大きく評価しその後、意気投合しタッグを結成した。そして、2004年10月16日には秋山が創設した白GHCことグローバル・ハードコア・クラウンのタイトルにも挑戦する。王者・秋山とは体格差のハンデがあったものの、リングアウト勝ちを収め、第2代王者となった。
これと同時に進行していたKENTAとのタッグでは、防衛回数を積み重ね「ジュニア版絶対王者」とまで称された。計9回の防衛に成功し、2005年5月7日・8日に行われたジュニアの祭典第二回ディファカップでも決勝の日高郁人&藤田ミノル組を破って優勝。しかし6月5日、過去2度KENTAとのタッグで敗れている金丸&杉浦組に三敗目を喫し、同王座から陥落した。
しかし王座陥落直後の6月18日、イギリス・モアカムにおいてスコーピオ&ダグ・ウイリアムス組に鈴木とのタッグで勝利し、第10代GHCタッグ王者となった。

### KENTAとのベストバウトから対ヘビー級戦線へ
2006年1月22日、KENTAが持つGHCジュニアヘビー級王座に挑戦。敗れたものの高評価を得た。この試合でジュニア戦線に一区切りをつけた丸藤は、ヘビー級を超えるべくヘビー級戦線に参入した。
3月5日の日本武道館大会では5大シングル戦の一戦として、当時前GHCヘビー級王者であった田上明とシングルで対決。最後は隙を突いて完璧首固めで四天王の一角から金星を奪った。
3月10日、リアルジャパンプロレスにてジュニア界の伝説・初代タイガーマスクと初対決。丸め込まれ敗れはしたものの、佐山（タイガー）を「日本のプロレスにはまだ凄いのがいる。」と驚かせた。
4月23日、日本武道館で小橋建太とシングルマッチを行うも敗北。

### GHCヘビー級王座初戴冠
9月9日、先の田上戦、小橋戦で対ヘビー級の自信を掴んだ丸藤はGHCヘビー級王者・秋山に挑み完璧首固めで勝利。第10代GHCヘビー級王者となるのと同時に、当時のGHC全王座獲得（ヘビー・ジュニア・タッグ・ジュニアタッグ・ハードコア）を達成した。
10月29日には1月にGHCジュニアヘビー級選手権で敗れたKENTAを次期挑戦者に指名。初公開のポールシフトで初防衛に成功した。この試合は同年のベストバウトに選ばれた。
しかし12月10日、三沢との防衛戦で雪崩式エメラルド・フロウジョンで敗れ、王座から陥落した。

### 他団体進出、GHCタッグ、ヘビー戦線へ
2006年12月24日、第四回力道山杯を受賞。
2007年4月1日にDDTプロレスリングに初参戦、男色ディーノとのタッグでKUDO&マッスル坂井と対戦し、試合中ディーノの求愛行動に手こずりながらもディーノの勝利をアシストした。
4月30日にはKAIENTAI-DOJOにも初参戦し、円華とのタッグで真霜拳號&房総ボーイ雷斗と対戦し、雷斗の卑怯な攻撃に翻弄されるもしっかりと勝利をアシストした。
6月8日、横浜大会でビッグマウス・ラウドの村上和成と初対戦したが、注目を集めたこの試合で丸藤も大流血し敗北を喫した。試合後、丸藤は村上と終始乱闘を繰り広げた。
GHCヘビー級選手権次期挑戦者決定リーグ戦にエントリーし齋藤に敗れる波乱がありつつも優勝決定戦に進出する。優勝決定戦では森嶋と対戦し丸藤が勝利した。優勝したことにより第11代GHCヘビー級選手権者・三沢への挑戦権を手に入れた。2007年9月29日大阪府立体育会館でGHCヘビー級王座を奪われた三沢に挑戦するも変型エメラルド・フロウジョンで敗北した。
10月27日、日本武道館大会にてディーロ・ブラウン、ブキャナンの持つGHCタッグ王座に杉浦貴と組んで挑戦、見事勝利し第16代GHCタッグ王者となった。獲得後、2度防衛をしたが、2008年5月23日新潟市体育館で齋藤、バイソン・スミス組に破れ王座から陥落した。

### 欠場と復帰、メジャー3団体ジュニア制覇
2008年9月28日、古巣の全日本プロレスで高校時代の先輩である土方をポールシフトで破り、世界ジュニアヘビー級王座を獲得した。
10月25日、日本武道館大会で丸藤の持つ世界ジュニアヘビー級王座とKENTAの持つGHCジュニアヘビー級王座のダブルタイトル戦が行われたが60分時間切れ引き分けに終わり、両者防衛成功となった。この興行はノアの主催であったが、試合は世界ジュニアヘビー公式PWFルールで行われ、場外カウント10という方法がとられ、レフェリーは和田京平が裁いている。
2009年2月6日、全日本の後楽園ホールにてカズ・ハヤシにパワープラントで敗れ王座から陥落した。
3月11日の有明大会で合体パイルドライバーをかけた際に、相手の体重が右ヒザにかかり負傷した。翌12日にMRI（磁気共鳴画像装置）検査を受け、右ヒザ前十字靱帯（じんたい）断裂で全治9か月と診断され、様子を見ながら4月に手術を受けた。この負傷は年内絶望の重傷と言われた。
12月6日、「青木篤志“閃光十番勝負”第9戦」（元々は最終戦のはずだったが中嶋負傷欠場のため第9戦になった）で復帰し、タイガー・フロウジョンで勝利を収めた。
12月23日、ノアの自身プロデュースの試合のメインイベントに出場した後、新日本プロレス「SUPER J-CUP 5th STAGE」に出場。ノアの試合とJ-CUP決勝までの3連戦の計4試合を勝ち抜き、大会初の2連覇を達成した。
2010年1月4日、新日本プロレス東京ドーム大会にて、王者タイガーマスクを下しIWGPジュニアヘビー級王座を奪取。史上初のメジャー3団体（新日本・全日本・ノア）のジュニアヘビー級シングルベルトを全て獲得する快挙を成し遂げた。
しかし6月19日、大阪府立体育会館にてプリンス・デヴィットに雪崩式ブラディ・サンデーで3カウントを奪われ、IWGPジュニアヘビー級王座6度目の防衛に失敗、王座から陥落した。
7月25日、DDTプロレスの両国国技館大会で負傷し、変形性頸椎症性神経根症と診断された。この怪我が原因で翌月に出場予定だったG1 CLIMAXの欠場を余儀なくされ、IWGPジュニア王者のデヴィットが丸藤の代役として出場することとなった。
12月5日、日本武道館大会のKENTA戦で復帰を果たした。また、この試合では初心に帰るという意味も込めて普段のようにオーバーマスクを着用せずに入場した。
2011年4月17日、変形性頸椎症性神経根症再発の疑いにより再び欠場となった。
11月27日、有明コロシアム大会での杉浦戦で7か月ぶりの復帰を果たす。試合後に杉浦からタッグを組む事を提案され、これを受け入れた。

### 2012年、新ユニット「BRAVE」結成
2012年1月4日、ANMUの潮崎とタッグを組み、東京ドーム大会「レッスルキングダム」に2年振りに出場。新日本プロレスの中邑真輔・矢野通組と対戦しこれに勝利する。
同月中旬、昨年11月での杉浦との対戦をきっかけに、杉浦と共に新ユニット「丸藤軍（のちのBRAVE）」を結成。時同じくして同ユニット加入を申し込んできたモハメド・ヨネを拒絶。代わりにANMUで居場所を失った石森太二を同月29日に正式加入させ、同軍団のメンバーが3人となった。
2月14日、NO MERCY（高山、金丸、平柳玄藩）を相手にしたタッグマッチ中、NMCに加入した谷口周平が乱入。これを見かねたヨネが自軍に加勢する形で乱入し、試合は8人タッグマッチへと発展（試合はヨネが谷口からフォールを奪い、丸藤軍の勝利）。試合後、同試合での奮闘振りを認めヨネを同軍団に加入させる。また同日、リッキー・マルビンも迎え入れ軍団の規模を拡大させた。
8月には前年欠場したG1 CLIMAXに参戦し、リーグ戦でIWGPヘビー級王者の棚橋弘至に勝利した。これを受けて9月23日新日本プロレス神戸大会で棚橋の持つIWGPベルトに挑戦したが、敗れた。

### GHCヘビー級王座返り咲き〜鈴木軍との抗争
2014年7月5日、永田裕志を破り7年7ヶ月ぶりにGHCヘビー級王座を手にした。
2015年1月からノアに殴り込みを掛けてきた鈴木みのる率いる鈴木軍との抗争が激化。3月15日、丸藤は1月の年内開幕戦での試合後に襲撃された鈴木を相手にGHCヘビー級王座7度目の防衛戦を行ったが、試合は丸藤が敗れ王座から陥落した。その後、丸藤は鈴木とのリターンマッチを行うも、再び敗北を喫した。
9月19日には、対鈴木軍の最後の砦と言われた杉浦も、鈴木に敗れた。翌日、丸藤は「グローバル・リーグ戦2015で鈴木または鈴木軍のメンバーが優勝した場合には団体を解散する。」と副社長として声明を発表した。結果は、丸藤がリーグ戦で優勝した。
丸藤はリーグ戦優勝を受けて、12月23日の大田区総合体育館大会で鈴木のGHCヘビー級王座に再び挑み勝利して同王座に返り咲いた。が、直後に杉浦が丸藤に反旗を翻し、鈴木軍入りを果たした。
2016年1月31日の横浜文化体育館大会で杉浦と初防衛戦を行うも、敗れて王座から陥落した。
グローバル・タッグ・リーグ戦には盟友である矢野通とタッグを組んで出場し、優勝する。リーグ戦優勝を受けて5月28日の大阪府立体育会館大会でランス・アーチャー&デイビーボーイ・スミス・ジュニア（K.E.S.）の持つGHC タッグ王座に矢野とのタッグで挑戦した。丸藤からも不知火が飛び出し、会場も一体となり勝利を収めノアへ473日ぶりに同タイトルを取り戻した。
7月、2012年以来のG1 CLIMAXに参戦し、開幕戦ではIWGPヘビー級王者のオカダ・カズチカに対して勝利を収めるが、5勝4敗で終わった。しかし、この結果を受け新日本プロレスの2016年10月10日両国国技館大会メインイベントでオカダの保持するIWGPヘビー級王座に挑戦するも、試合は丸藤の惜敗だった。

### チャンピオン・カーニバル優勝、三冠ヘビー級王座への挑戦
2018年4月、丸藤は古巣・全日本プロレスのチャンピオン・カーニバルに全日本プロレス時代も含め初出場を果たす。丸藤は、関係が悪化した後の全日本プロレスにノアの所属選手として初めて出場し、諏訪魔とゼウスに敗戦するも決勝戦に進出し、決勝戦で宮原健斗を破り優勝する。その後、チャンピオン・カーニバルの覇者として同年5月に宮原の保持する三冠ヘビー級王座に初挑戦するも、結果は丸藤の惜敗だった。

### デビュー20周年興行開催 - 現在
2018年9月に両国国技館にて、デビュー20周年記念興行『丸藤正道デビュー20周年記念大会「飛翔」』が開催され、メインイベントにてWWEのヒデオ・イタミと対戦し、勝利。
2019年2月19日、新崎人生とのタッグで『ジャイアント馬場没後20年追善興行』第6試合に出場。
2019年12月15日、DRAGON GATEに初参戦し、"ハリウッド"ストーカー市川とマスカラ・コントラ・カベシェラで対戦。試合は丸藤には2カウントフォール+場外5カウント、市川にはギブアップ無しの変則ルールで行なわれたが、これに勝利。市川にマスク（実際は被り物）を脱がせ、本名などのプロフィールを公開させた。
2020年1月5日、望月成晃とのタッグでGHCタッグ王座を獲得。
5月10日、ノア特設アリーナでグレート・ムタのタッグパートナーとして、丸藤の化身とされる魔流不死（まるふじ）が魔界より初降臨し、桜庭和志&望月成晃組と対戦。スモークを噴射するなどして勝利に貢献した。試合後のバックステージでは「俺はこの世界の言葉を学んだ、また会おう」と日本語でコメントし、再降臨を予告した。
6月19日、新ユニットM's allianceを結成。
2021年6月6日、さいたまスーパーアリーナ大会で武藤を破り、5年振りにGHCヘビー級王座を戴冠。
2024年5月5日、前田日明とのシングルマッチ (グロリアス製薬プレゼンツ特別試合1分1本勝負) が、プロレスリング・ノア道場で行われ、引き分けた。試合後、丸藤は「前田さんが入ってくるリングに立てているだけで光栄」「 (前田選手の) 威圧感がすごい」等と語っている。前田日明はカレリン戦以来、実に25年振りのリングであった。

## 人物
運動神経が良いのは父親譲りだという。なお、次兄の丸藤広貴はサテライト所属のアニメーターで、『マクロスF』などの作画監督や『北斗の拳 ラオウ外伝 天の覇王』などのキャラクターデザインを務めており、丸藤プロデュース大会のTシャツをデザインしたこともある。
KENTAとのタッグチームは「イケメンタッグ」などと呼ばれることもあった。
プロレスラー引退後のセカンドキャリアについても意識しており、2014年8月には自らが社長を務める新会社「キュリオシフト」を設立。同社の第一弾業務として、東京・赤坂に「不知火カレー City's Bar」をオープンさせた。当面は後援者の経営するバーを昼間だけ間借りする形だが、先々は多店舗展開も視野に入れている。City'sBar閉店→代官山に間借り→現在 不知火カレーグリドルズ・バーTokyo赤蔵店 として間借り営業。
KENTAは2022年に出版された自伝において、丸藤の事を「本当に同じ時代に丸藤さんがいてくれてよかった」「あの人は天才である。動き、発想。閃き。本当にすごい」と評している。また、青木篤志も生前佐藤光留に対して「あの人は天才だ」と常々言っていたという。
武藤敬司は丸藤のレスラーとしての特徴を「三沢って、デーッとして力強さがあったりして、かといって寡黙な感じだけど、丸藤の方がもっと柔軟性に富んだ、要領のいいところを感じるんだよ」と2017年のインタビューにおいて三沢光晴との比較で表現している。
2019年の遠藤哲哉が受けたインタビューによると、丸藤は試合中のヒラメキに優れるという評価が一般的だが、遠藤は新弟子時代に全日本の厳しい練習に身を置いていたことが丸藤のバックボーンとなっていると話していた。
かなりの酒豪であり、YouTube上で「丸藤潰したら100万円」なる企画が実施される程であるが、食事に関しては本人曰く「一般女性より食べない」との事（蝶野正洋のYouTubeチャンネル内で発言）。

## タイトル歴
メジャー3団体（全日本・新日本・ノア）のジュニアシングル王座を全て獲得している。
プロレスリング・ノア
- GHCヘビー級王座 : 4回（10・22・24・35代）
- GHC無差別級王座 : 1回（2代）
- GHCタッグ王座 : 9回（10・16・27・34・39・45・52・57・67代）

パートナーは鈴木みのる（10代）、杉浦貴（16・27・67代）、矢野通（34代）、マイバッハ谷口（39代）、齋藤彰俊（45代）、望月成晃（52代）、武藤敬司（57代）
- GHCジュニアヘビー級王座 : 1回（3代）
- GHCジュニアヘビー級タッグ王座 : 2回（初代・13代）

パートナーはKENTA（初代）、青木篤志（13代）
- 2デイズ・タッグ・チーム・トーナメント優勝 : 1回（2004年）

パートナーは力皇猛（2004年）
- グローバル・リーグ戦優勝 : 1回（2015年）
- グローバル・タッグ・リーグ戦優勝 : 3回（2012年、2016年、2017年）

パートナーはモハメドヨネ（2012年）、矢野通（2016年）、マイバッハ谷口（2017年）
全日本プロレス
- 世界ジュニアヘビー級王座 : 1回（27代）
- チャンピオン・カーニバル優勝 : 1回（2018年）

新日本プロレス
- IWGPジュニアヘビー級王座 : 1回（59代）

アパッチプロレス軍
- WEWタッグ王座 : 1回

パートナーは本田多聞（8代）
DDTプロレスリング
- KO-Dタッグ王座 : 1回

パートナーはHARASHIMA（62代）
SUPER J-CUP
- スーパーJカップ優勝 : 2回（第4・5回）

Differ Cup
- ディファカップ優勝 : 1回（第2回）

パートナーはKENTA（2005年）
プロレス大賞
1999年 新人賞
2003年 最優秀タッグチーム賞（パートナーはKENTA）
2006年 年間最高試合賞（丸藤正道×KENTA）
2006年 殊勲賞
2008年 年間最高試合賞（丸藤正道×近藤修司）
2016年 年間最高試合賞（丸藤正道×オカダ・カズチカ）
2018年 殊勲賞

## 得意技
不知火
コーナーポストに向き合った形で立ち、背後に立つ相手の頭を掴んで自らの肩に乗せるような形で固定する。そのままコーナーを駆け上がり相手を飛び越えるように宙返りをし、相手の後頭部をマットにたたきつける技。NOAH旗揚げ時から一貫して使用しているフィニッシュムーブ。
不知火・改
通常の不知火とは異なり、コーナートップでマットを背にして相手と向かい合った状態で相手の首をロックし、その体勢のまま自分がムーンサルトプレスを行うことで、相手を背中から叩きつける技。
タイガー・フロウジョン
丸藤は、「三沢光晴を倒す技として開発した」とコメントしている。両腕のロックを外したあと右側に倒れ込まず、そのまま垂直に背中から落とすバージョンもある。
虎王
二段式飛び膝蹴り。
助走して二段蹴りを仕掛ける感じで軽く宙に舞上がり、軸足とは逆の足を振り上げたあと、すぐにその足を下げると同時に軸足を振り上げ、軸足で相手の顔面や顎に下から突き上げるような膝蹴りを叩き込む。
真・虎王
相手の左腕をハンマーロックで捕らえた状態で前傾姿勢にし、右サイドから側頭部に二段式で右膝蹴りを叩き込む虎王の新型。
虎王・零
相手の体（みぞおち、腹）を膝で蹴り、前屈状態になった相手の両耳を掴み、相手の顔面を膝蹴りする技。
完璧首固め（パーフェクト・スモール・パッケージ・ホールド）
丸藤が得意とする丸め込み技の1つで、リストクラッチして丸め込むため相手が返しにくいのが特徴。左手で相手の右足と左手を、両足で相手の左足を、右手で相手の首から右上半身を押さえ込む。
劣勢からのカウンターとしても使用される。
コブラクラッチ式三角締め

## 入場テーマ曲
テレビゲーム好きのため、新人の頃はダンスダンスレボリューションの曲を使用していた。
- 冷たくしないで / Eriko with Crunch（曲の冒頭に「ALL MY TRUE LOVE」 / SPEED の効果音を付け、その後に「冷たくしないで」のボーカル部分をカットした編集） 全日本プロレス時代の初期に使用した。
- BRILLIANT 2U / NAOKI
- 5,6,7,8 / The Steps

めちゃ×2イケてるッ!のコーナー「めちゃSTEPS」に他のノア所属選手らと共に出演した際、ナインティナインの岡村隆史からプレゼントされ、三沢から半ば脅迫に近い形で使用させられる。しかし、その試合で敗北したため使用は1試合のみに終わった。
- HYSTERIC
- HYSTERIC（Trance Version）

## メディア出演

### テレビ
- 若者たち2014 第1話（2014年7月9日、フジテレビ） - 丸藤正道 役[30]
- 真夜中のおバカ騒ぎ!（2018年8月16日、千葉テレビ放送・TOKYO MX他）[31]
- 密告はうたう 警視庁監察ファイル 第2話（2021年8月29日、WOWOW） - バーテンダー 役[32]

### ラジオ
- 邦子と丸藤のやまだかつてないラジオ（2021年9月28日 - 、渋谷クロスFM） - パーソナリティ[33]

### 舞台
- 2.5次元プロレス『夢幻大戦』（2017年11月27日、新宿FACE） - モモタロウ 役

### CM
- CRフィーバータイガーマスク（2010年） - タイガーマスク 役[34][35]

## 書籍
- 『方舟の継承者』（2018年9月7日、ワニブックス）ISBN 978-4847097089